# جون فاينستاين
جون فاينستاين (بالإنجليزية: John Feinstein)‏ (28 يوليو 1955 – 13 مارس 2025) هو صحفي ومعلق رياضي أمريكي، ولد في 28 يوليو 1956 في نيويورك في الولايات المتحدة.